# South Highpoint
South Highpoint ist ein census-designated place (CDP) im Pinellas County im US-Bundesstaat Florida. Das U.S. Census Bureau hat bei der Volkszählung 2020 eine Einwohnerzahl von 5.018 ermittelt. 

## Geographie
South Highpoint grenzt direkt an die Städte Largo und Pinellas Park und liegt rund 5 km südlich von Clearwater sowie etwa 15 km westlich von Tampa. Der CDP wird vom U.S. Highway 19 sowie von den Florida State Roads 686 und 688 durchquert bzw. tangiert.

## Demographische Daten
Laut der Volkszählung 2010 verteilten sich die damaligen 5195 Einwohner auf 1982 Haushalte. Die Bevölkerungsdichte lag bei 1998,1 Einw./km². 61,4 % der Bevölkerung bezeichneten sich als Weiße, 12,1 % als Afroamerikaner, 1,2 % als Indianer und 6,1 % als Asian Americans. 15,7 % gaben die Angehörigkeit zu einer anderen Ethnie und 3,5 % zu mehreren Ethnien an. 31,1 % der Bevölkerung bestand aus Hispanics oder Latinos.
Im Jahr 2010 lebten in 41,7 % aller Haushalte Kinder unter 18 Jahren sowie 14,8 % aller Haushalte Personen mit mindestens 65 Jahren. 67,9 % der Haushalte waren Familienhaushalte (bestehend aus verheirateten Paaren mit oder ohne Nachkommen bzw. einem Elternteil mit Nachkomme). Die durchschnittliche Größe eines Haushalts lag bei 2,96 Personen und die durchschnittliche Familiengröße bei 3,38 Personen.
31,5 % der Bevölkerung waren jünger als 20 Jahre, 32,1 % waren 20 bis 39 Jahre alt, 26,1 % waren 40 bis 59 Jahre alt und 10,3 % waren mindestens 60 Jahre alt. Das mittlere Alter betrug 31 Jahre. 52,1 % der Bevölkerung waren männlich und 47,9 % weiblich.
Das durchschnittliche Jahreseinkommen lag bei 31.905 $, dabei lebten 30,2 % der Bevölkerung unter der Armutsgrenze.
Im Jahr 2000 war Englisch die Muttersprache von 88,94 % der Bevölkerung, Spanisch sprachen 8,28 % und 2,78 % hatten eine andere Muttersprache.